# Abattoir (film)
Abattoir is een Amerikaanse horrorfilm uit 2016, geregisseerd door Darren Lynn Bousman. De hoofdrollen worden vertolkt door Jessica Lowndes, Joe Anderson, Dayton Callie en Lin Shaye.

## Verhaal
Amanda en Julia zijn zussen die door dezelfde vader zijn opgevoed. De meisjes wisten helemaal niet meer wie hun moeder was en hoe ze leefden voor de verhuizing. Op een dag worden Amanda en haar familie op brute wijze vermoord. Minder dan een week later is hun huis verkocht, waardoor de kamer waar de moord plaatsvond volledig is uitgesneden. Julia wordt samen met haar vriend Declan Grady die bij de politie werkt, betrokken bij het onderzoek. Ze vernemen dat er tientallen soortgelijke gevallen zijn en dat is in de loop der jaren ook gebeurd. Dit brengt hen naar de geboorteplaats van de zussen. 

## Rolverdeling
| Acteur                | Personage       |
| --------------------- | --------------- |
| Jessica Lowndes       | Julia Talben    |
| Joe Anderson          | Declan Grady    |
| Dayton Callie         | Jebediah Crone  |
| Lin Shaye             | Allie           |
| John McConnell        | McDermott       |
| Bryan Batt            | Chester         |
| Michael Paré          | Richard Renshaw |
| J. LaRose             | Kyle            |
| Jackie Tuttle         | Amanda          |
| Thomas Francis Murphy | Eigenaar #1     |

## Release
De film ging in première op 7 juni 2016 op het Los Angeles Film Festival.

## Ontvangst
Op Rotten Tomatoes heeft Abattoir een waarde van 38% en een gemiddelde score van 4,70/10, gebaseerd op 21 recensies. Op Metacritic heeft de film een gemiddelde score van 40/100, gebaseerd op 9 recensies.

## Prijzen en nominaties
| Jaar | Prijs                                          | Categorie       | Genomineerde(n)                                      | Uitslag     |
| ---- | ---------------------------------------------- | --------------- | ---------------------------------------------------- | ----------- |
| 2016 | Filmfestival van Sitges                        | Beste film      | Darren Lynn Bousman, Jesse Berger & Brent C. Johnson | Genomineerd |
| 2016 | Hot Springs International Horror Film Festival | Beste film      | Darren Lynn Bousman, Jesse Berger & Brent C. Johnson | Gewonnen    |
| 2016 | Los Angeles Film Festival                      | Nightfall Award | Darren Lynn Bousman, Jesse Berger & Brent C. Johnson | Genomineerd |